# Giaginsky (huyện)
Huyện Giaginsky (tiếng Nga: ? райо́н) là một huyện hành chính tự quản (raion), của Adygea, Nga. Huyện có diện tích 767 kilômét vuông, dân số thời điểm ngày 1 tháng 1 năm 2000 là 35000 người. Trung tâm của huyện đóng ở Giaginskaya.